# Bandă cu țepi

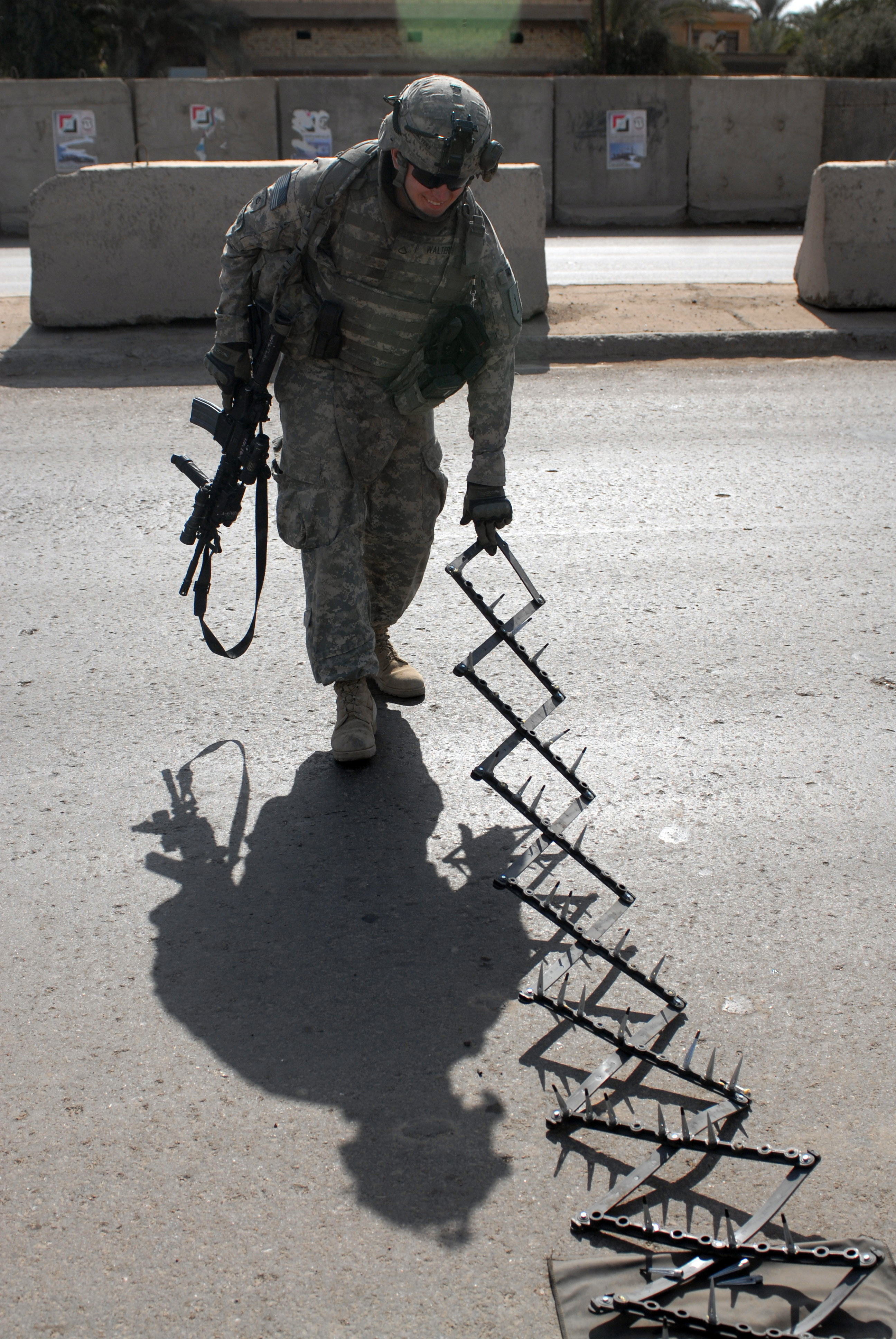
Un soldat al Armatei Americane desfășurând un „stinger” la un punct de control rutier în Irak

O bandă cu țepi (cunoscută și sub alte denumiri precum țepi de drum, țepi de trafic, mărunțitori de anvelope, „stingers”, „stop sticks” sau, sub marca comercială Stinger, oficial ca dispozitiv de dezumflare a anvelopelor sau TDD) este un dispozitiv folosit pentru a încetini sau opri vehiculele prin perforarea anvelopelor.
În general, banda este compusă dintr-o colecție de țepi metalici sau dinți cu lungimi de 35 până la 75 de milimetri (1 1⁄2 până la 3 inci), orientați în sus. Țepii sunt proiectați să perforeze și să dezumfle anvelopele când un vehicul trece peste ei. Aceștia pot fi portabili, fiind folosiți de poliție, sau fixați permanent pe sol, cum este cazul celor întâlniți la intrările punctelor de control de securitate. Modelele fixe sunt, în general, retractabile, pentru a permite vehiculelor să treacă fără probleme dintr-o anumită direcție. După utilizare, țepii pot fi înlocuiți, dacă sunt detașabili. Țepii pot fi tubulari sau solizi; cei tubulari sunt proiectați să rămână înfipți în anvelope, astfel încât aerul să iasă treptat, reducând riscul de accidente cauzate de pierderea controlului vehiculului. Acești țepi sunt o evoluție modernă a caltropilor⁠(d), dispozitive anti-cavalerie și anti-personal folosite din antichitate, de exemplu în 331 î.Hr. de către  Darius al III-lea împotriva lui Alexandru cel Mare în bătălia de la Gaugamela, Persia.
În Statele Unite ale Americii, cinci ofițeri au fost uciși în timp ce instalau benzi cu țepi, fiind loviți de vehicule în urmărire. Ca urmare, poliția din Dallas, Texas, a interzis utilizarea acestora din cauza riscurilor implicate.
Benzile cu țepi care pot fi desfășurate de la distanță au fost inventate pentru a reduce pericolul pentru ofițerii de poliție care le instalează.
În 2003, deținerea privată a benzilor cu țepi a fost interzisă în New South Wales, Australia, după ce o bandă improvizată dintr-o țeavă de oțel cu cuie a fost folosită împotriva unui vehicul al poliției. John Watkins, membru al Adunării Legislative din New South Wales, a anunțat că benzile cu țepi vor fi adăugate pe lista armelor interzise în această regiune.
Ca răspuns la atacurile teroriste în care vehicule sunt conduse cu viteză în mulțimi de pietoni, a fost dezvoltată o plasă cu țepi din oțel, denumită „Talon”. Aceasta poate fi desfășurată de două persoane în mai puțin de un minut și are capacitatea de a opri un vehicul de până la 17 tone. Plasa perforează anvelopele și se înfășoară în jurul roților din față, forțând vehiculul să se oprească fără a devia imprevizibil. Tehnologia „Talon” a fost folosită pentru prima dată la o paradă din Marea Britanie pe 11 septembrie 2017, ca măsură de protecție a mulțimilor.